# 莫索尼奧

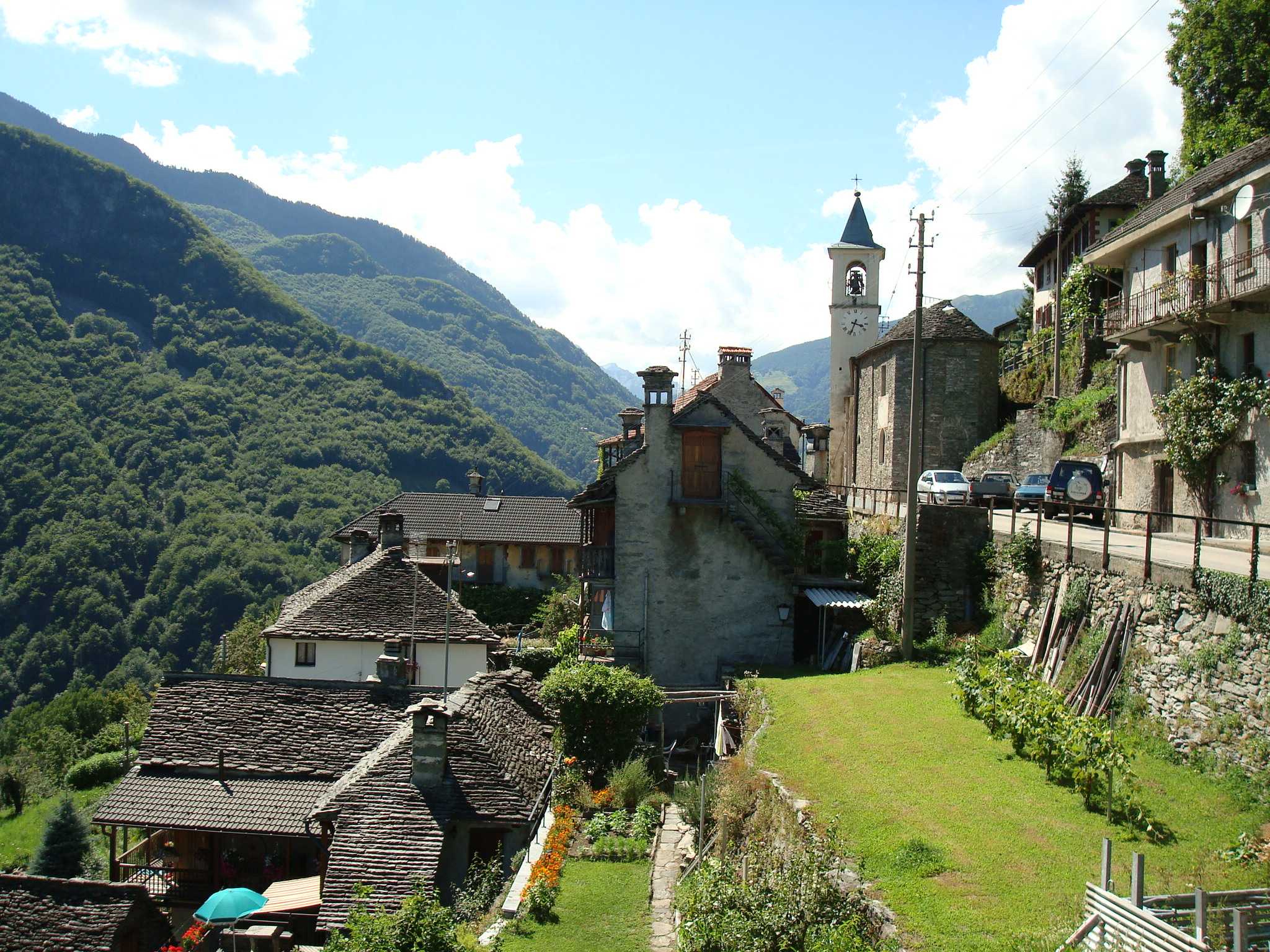

莫索尼奧是瑞士的城鎮，位於該國南部，由提契諾州負責管轄，面積8.61平方公里，海拔高度781米，2011年人口53，七成半人口信奉羅馬天主教，人口密度每平方公里6人。